# جون أندرسون (متسابق يخت)
جون أندرسون (بالإنجليزية: John Anderson)‏ هو متسابق يخت أسترالي، ولد في 24 يوليو 1939.

## وصلات خارجية
- جون أندرسون على موقع الاتحاد الدولي للملاحة الشراعية (موقع جديد) (الإنجليزية)
- جون أندرسون على موقع الاتحاد الدولي للملاحة الشراعية (موقع قديم) (الإنجليزية)
- جون أندرسون على موقع اللجنة الأولمبية الدولية (الإنجليزية)
- جون أندرسون على موقع أوليمبيديا (الإنجليزية)
- جون أندرسون على موقع اللجنة الأولمبية الأسترالية (الإنجليزية)
- جون أندرسون على موقع قاعة أستراليا للمشاهير الرياضية (الإنجليزية)